# 潘垣
潘垣，中国工程院院士。

## 简历
- 1951年—1953年在武汉大学工学院电机系学习，

×因院系调整，武汉大学电机系整体被调入华中工学院，1953年—1955年在华中工学院学习。
- 1998年至今任华中科技大学电气与电子工程学院教授，博士生导师，兼任武汉大学电气工程学院教授。